# Дрожжевое производство
Дрожжевое производство используется для получения пекарских и других видов дрожжей. Процесс выращивания товарных дрожжей занимает около 12 ч.

## Биологическая характеристика
Тот осадок, который получается в результате спиртового брожения, содержит, кроме дрожжевых грибков, также и некоторые другие, неорганизованные тела, как, например, свернувшиеся белковые и красящие вещества. Дрожжевые грибки (Saccharomycetes) подразделяются на много видов, из которых наиболее известным и важным в практическом отношении является Saccharomyces сerevisiae, играющий главную роль при пивоварении и винокурении, а также при хлебопечении. Независимо от деления на виды дрожжи бывают верховые и низовые; первые требуют для своего развития более высокой температуры (optimum = 14—24 °C.) и представляются в виде многочисленных (5,7 и более индивидуумов) колоний овальных клеток, собирающихся при брожении на поверхность жидкости; низовые же дрожжи собираются внизу бродящей жидкости в виде отдельных, более круглых клеток или небольших (2—3 индивидуума) колоний и проявляют свою деятельность при более низкой температуре (4—12 °C).

## История

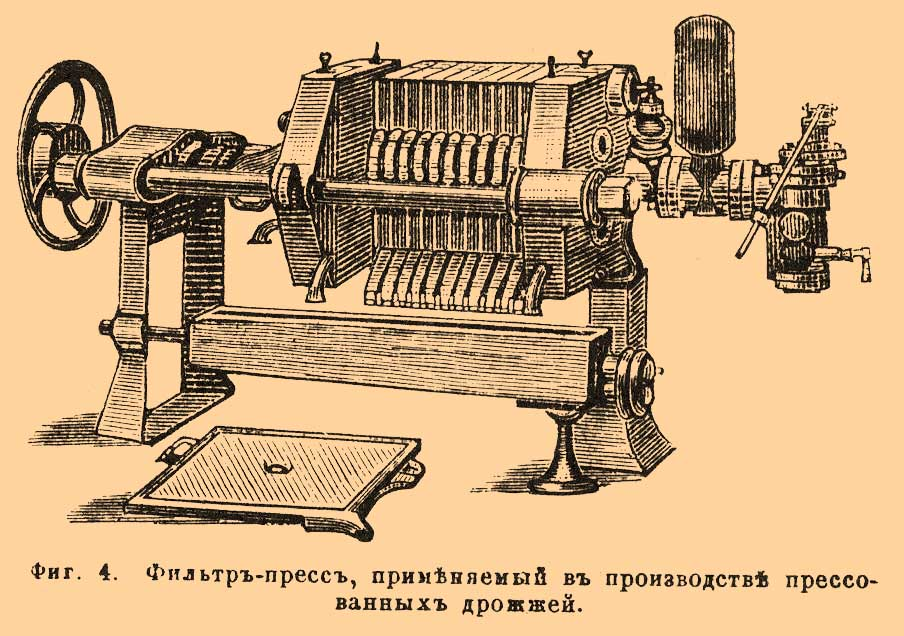
Фиг. 4. Фильтр-пресс, применяемый в производстве прессованных дрожжей.

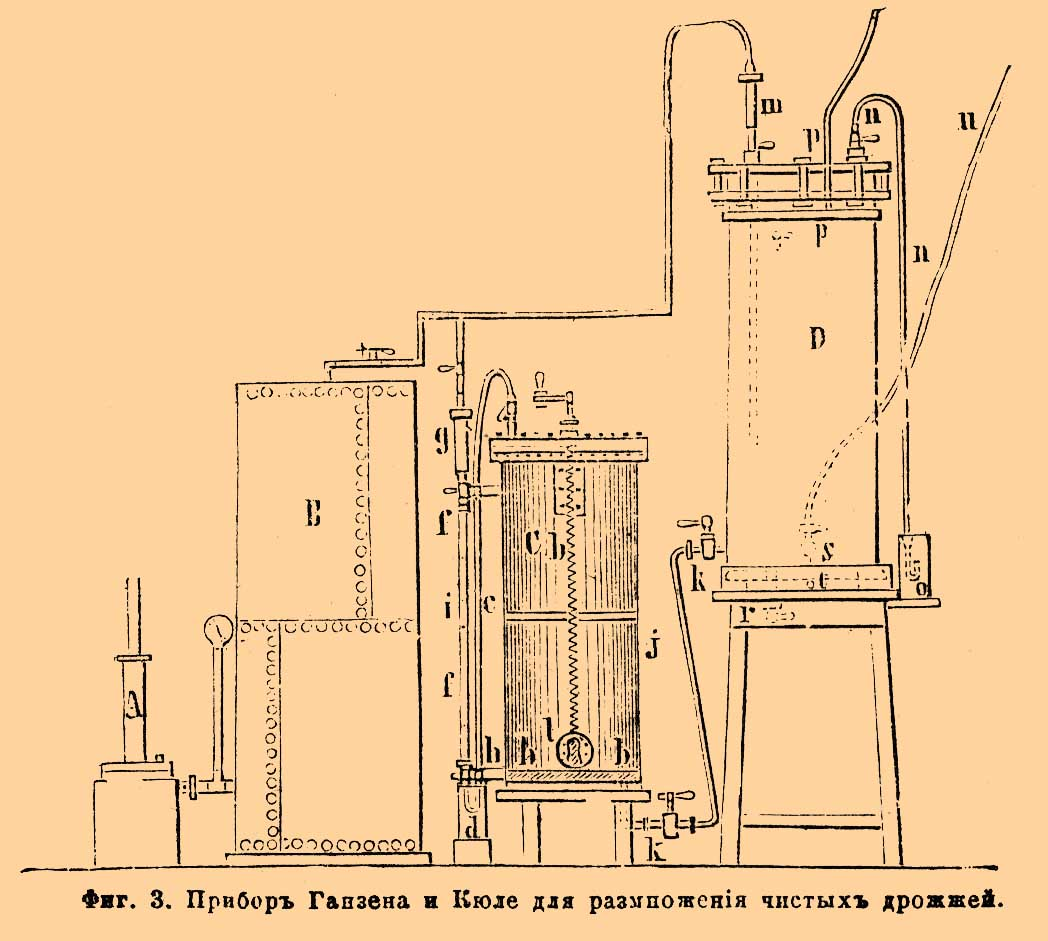
Фиг. 3. Прибор Ганзена и Кюле для размножения чистых дрожжей.

Метод чистой культуры дрожжей был особенно хорошо разработан Хансеном, и с тех пор (с 1883) многие пивоваренные заводы стали его применять. Этот метод в том виде, в котором он  применялся  Хансеном, представлял собою видоизменение и дальнейшее развитие способа Коха — воспитания дрожжевых грибков в питательной среде, приведенной посредством желатины в твердое состояние. Питательная жидкость (напр., пивное сусло) с находящимися в ней дрожжевыми клетками тонким слоем наливается на стеклянную пластинку, где и отвердевает благодаря прибавлению желатина; для поддержания же затвердевшей массы во влажном состоянии пластинку помещают в так называемую влажную камеру, которую затем ставят на столик микроскопа. Число Д. клеток, заключающихся в желатине, должно быть по возможности незначительно, чтобы они лежали отдельно одна от другой. При соблюдении этих условий является возможным наблюдать за развитием каждой колонии, имеющей родоначальником одну дрожжевую клетку. Избрав какую-нибудь колонию, прикасаются к ней стерилизованной платиновой проволокой и бросают последнюю в стерилизованное сусло, заключенное в небольшой пастеровской колбочке, устройство которой предотвращает возможность проникновения в неё носящихся в воздухе микроорганизмов.

## Современные технологические этапы
- ГОСТ 171-81 Дрожжи хлебопекарные прессованные.
- ГОСТ 171-2015

Сам процесс основан на размножении дрожжей в жидких питательных средах, для приготовления которых употребляется меласса, являющаяся отходом от изготовления сахара. Сначала мелассу разбавляют водой в соотношении 1:4, затем дезинфицируют хлорной известью, окисляют с помощью серной кислоты, затем добавляют питательные соли, содержащие азот и фосфор (сельскохозяйственные удобрения), нагревают до кипения. После выпадения коллоидов в осадок через 10—12 ч, жидкую дрожжевую массу декантируют (сливают с осадка) и отфильтровывают прозрачный раствор.

## Прессованные дрожжи
В сети розничной торговли дрожжи поступают в прессованном виде. Из сброженного сусла сепараторами производительностью 12—20 м3/ч выделяют густое дрожжевое молоко, которое затем разбавляется холодной водой и ещё раз сепарируется. Затем из этого концентрата фильтр-прессы и  вакуум-фильтры удаляют излишки воды. Полученные прессованные дрожжи перемешиваются в тестомесильной машине до однородной консистенции и расфасовывают в формовочной машине в бруски нужного товарного веса. В конце их фасуют в бумагу и охлаждают в холодильнике до температуры —2 °С.